# Hainsdorf im Schwarzautal
Hainsdorf im Schwarzautal là một đô thị thuộc huyện Leibnitz trong bang Steiermark, nước Áo. Đô thị Hainsdorf im Schwarzautal có diện tích 6,63 km², dân số cuối năm 2005 là 284 người.